# Paratoxodera meggitti
Paratoxodera meggitti är en bönsyrseart som beskrevs av Boris Petrovich Uvarov 1927. Paratoxodera meggitti ingår i släktet Paratoxodera och familjen Toxoderidae. Inga underarter finns listade i Catalogue of Life.